# Joaquim Pla Janini
Joaquim Pla Janini (Tarragone, 1879 - Barcelone, 1970) est un médecin et photographe pictorialiste espagnol.